# Nizar Qabbani
Nizar ibn Tawfiq al-Qabbaní (àrab: نزار بن توفيق القباني, Nizār ibn Tawfīq al-Qabbānī), més conegut senzillament com Nizar Qabbani (àrab: نزار قباني, Nizār Qabbānī) (Damasc, 21 de març de 1923 - Londres, 30 d'abril de 1998), va ser un diplomàtic, poeta, escriptor i editor sirià. És considerat el poeta nacional de Síria. El seu estil poètic combina senzillesa i elegància a l'hora d'explorar temes com l'amor, l'erotisme, la religió o l'empoderament àrab contra l'imperialisme estranger i els dictadors locals. Qabbani és un dels poetes contemporanis més venerats del món àrab.

## Biografia

### Família i primers anys de vida

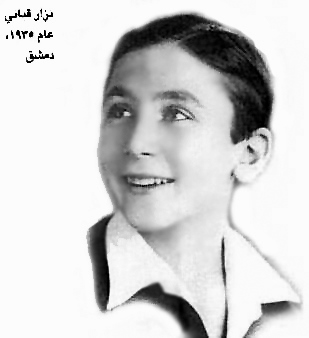
Qabbani de jove.

Nizar Qabbani va néixer a Damasc, al si d'una família de comerciants de classe mitjana. El pare de Nizar Qabbani, Tawfiq Qabbani, era sirià, mentre que la seva mare, Faixa Akbik, era d'ascendència turca. Qabbani va tenir dues germanes, Wisal i Haifa, i tres germans, Mu'taz, Rashid i Sabah. De tots ells, Sabah Qabbani va ser el més famós després de Nizar, primer com a director de la ràdio i la televisió sirianes el 1960 i després com a ambaixador de Síria als Estats Units als anys 1980.
El seu pare tenia una fàbrica de xocolata. Va donar suport als opositors armats al mandat francès per a Síria i el Líban i va ser empresonat moltes vegades per les seves opinions polítiques, la qual cosa va influir molt en la formació de Nizar com a revolucionari. L'avi de Qabbani, Abu Khalil Qabbani, va ser un dels principals innovadors de la literatura dramàtica àrab. El nom de la família, Qabbani, deriva de qabban (àrab: قبان, qabbān), ‘balança romana’.
Qabbani es va criar a Mi'thnah Al-Shahm, un dels barris del centre històric de Damasc, i va estudiar a l'escola pública Col·legi Científic, de la mateixa ciutat, entre 1930 i 1941. L'escola era propietat i estava dirigida per un amic del seu pare, Ahmad Munif al-Aidi. Després va estudiar dret a la Universitat de Damasc, anomenada Universitat de Síria fins al 1958. Es va graduar el 1945 amb una llicenciatura en dret.
Mentre era estudiant a la universitat, va escriure el seu primer recull de poemes titulat La morena em va dir, que va publicar el 1942. Era una col·lecció de poemes romàntics que feien diverses referències explícites al cos d'una dona, la qual cosa havia de provocar un xoc a la conservadora societat damasquina. Per fer el llibre més acceptable, Qabbani el va mostrar a Munir al-Ajlani, el ministre d'educació, que era amic del seu pare, a més d'un reconegut líder nacionalista sirià. A al-Ajlani li van agradar els poemes i els va avalar escrivint-ne el prefaci.

### Matrimonis
Nizar Qabbani es va casar dues vegades. La seva primera dona va ser la seva cosina Zahra Aqbiq. Junts van tenir una filla, Hadba, i un fill, Tawfiq. Tawfiq va morir a causa d'un atac de cor quan tenia 22 anys, quan era a Londres. Qabbani va elogiar el seu fill en el famós poema «Al llegendari damasquí, el príncep Tawfiq Qabbani». Zahra Aqbiq va morir el 2007. La seva filla Hadba, nascuda l'any 1947, es va casar dues vegades i va viure a Londres fins a la seva mort, l'abril de 2009.

El seu segon matrimoni va ser amb Balqis al-Rawi, una mestra d'escola iraquiana que va conèixer en un recital de poesia a Bagdad. Va ser assassinada en l'atemptat de 1981 a l'ambaixada iraquiana a Beirut, durant la guerra civil libanesa, el 15 de desembre de 1981. Junts van tenir un fill, Omar, i una filla, Zainab. Després de la mort de Balqis, Qabbani no es va tornar a casar.

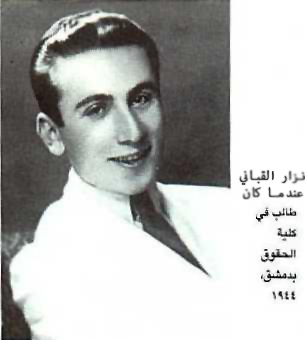
Qabbani en l'època d'estudiant de dret a Damasc, 1944.

### Carrera diplomàtica
Després de graduar-se a la facultat de dret, Qabbani va treballar per al Ministeri d'Afers Exteriors de Síria, servint com a cònsol o agregat cultural a diverses capitals, com ara Beirut, el Caire, Istanbul, Madrid o Londres.
Mentre era destinat al Caire, va publicar el poemari Childhood of a Breast, que va provocar un fort impacte, en trencar amb les tradicions conservadores de la literatura àrab.
El 1959, quan es va formar la República Àrab Unida, Qabbani en va ser nomenat vicesecretari per a les ambaixades a la Xina. Va escriure molt, durant aquests anys, i els poemes escrits a la Xina són considerats alguns dels seus millors versos.
D'aquesta època són dos dels seus poemaris més destacats: My Beloved i Drawing with Words.
Va continuar treballant com a diplomàtic fins que va presentar la seva dimissió el 1966. Després de dimitir es va establir al Líban, on fundà la seva pròpia editorial.

### Darrers anys i mort
Després de la mort de Balqees, Qabbani va abandonar Beirut. Primer va viure entre Ginebra i París, fins que finalment es va establir a Londres, on va passar els últims quinze anys de la seva vida. A l'exili, Qabbani va continuar escrivint poemes i plantejant controvèrsies i arguments. Els poemes més notables i controvertits d'aquest període de la seva vida inclouen «Quan anunciaran la mort dels àrabs?» i «Corredors». Qabbani va morir a Londres el 30 d'abril de 1998 d'un atac de cor, a l'edat de 75 anys.
En el seu testament, que va escriure al llit de l'hospital, Nizar Qabbani va escriure que desitjava ser enterrat a Damasc, que descriu, en el testament, com «el ventre que em va ensenyar poesia, que em va ensenyar la creativitat i que em va concedir l'alfabet de Gessamí». El gran poeta àrab va ser plorat pels àrabs de tot el món, amb notícies internacionals que destacaven la seva il·lustre trajectòria literària.

## Influències en la poesia
A l'edat de quinze anys, el va marcar la mort de la seva germana, que no es va voler casar amb un home que no estimava.
L'any 1981, va morir l'esposa de Nizar Qabbani, Balqees, durant un bombardeig a Beirut, durant la guerra civil libanesa. La mort de Balqees va afectar profundament la psicologia i la poesia de Qabbani. Va expressar el seu dolor en un poema excepcionalment commovedor titulat «Balqees». Qabbani hi culpa tots els règims àrabs de la seva mort. A més, utilitza la mort de la seva estimada Balqees per simbolitzar la mort del poble àrab a mans dels seus propis governs.
| «                                     | Balqees: demano perdó. Potser la teva vida va ser, per a la meva, un sacrifici. Sé bé que els objectius dels teus assassins eren matar les meves paraules. Bella meva, descansa en pau. Després de tu, la poesia cessarà i la feminitat està fora de lloc. Generacions de nens seguiran preguntant pels teus cabells llargs. Generacions d'amants llegiran sobre tu, la veritable mestra. Un dia, els àrabs entendran que van matar la profetessa i els profetes. | » |
| — Nizar Qabbani (traduït de l'anglès) | |   |

La relació entre homes i dones va ser un tema que el va preocupar sempre. Quan li van preguntar si era un revolucionari, va respondre: «l'amor al món àrab és com un presoner, i jo vull alliberar-lo. Vull alliberar l'ànima, el sentit i el cos àrab amb la meva poesia. Les relacions entre homes i dones a la nostra societat no són saludables.»
La ciutat de Damasc va seguir sent la musa més poderosa de la seva poesia, sobretot a «L'olor de gessamí de Damasc». Tanmateix, Qabbani va expressar el seu amor per tots els àrabs i per totes les ciutats àrabs, de Mauritània a l'Iraq, en tant que poble únic, unit per una mateixa lluita i per un passat ric. A la segona estrofa de «La mare d'al-Mutazz» diu:
| «                                     | Totes les ciutats àrabs són la meva mare, Damasc, Beirut, el Caire, Bagdad, Khartum, Casablanca, Bengasi, Tunis, Amman, Riad, Kuwait, Alger, Abu Dhabi i les seves germanes. Aquest és el meu arbre genealògic. Totes aquestes ciutats em van fer sortir de les seves entranyes, em van deixar xuclar dels seus pits. I em vaig omplir les butxaques de raïm, figues i prunes. Totes van sacsejar les palmeres datileres perquè pogués menjar. Em van obrir el cel com un quadern blau perquè pogués escriure-hi. Per aquest motiu, no entro a una ciutat àrab sense que em digui: “Fill meu”. No truco a la porta d'una ciutat àrab que no hi trobi, esperant-me, el llit de la meva infància. Cap ciutat àrab sagna sense que jo sagni amb ella. | » |
| — Nizar Qabbani (traduït de l'anglès) | |   |

Políticament, Qabbani es va declarar públicament un ferm opositor als projectes colonials i imperials occidentals a l'Orient Mitjà. A més, va criticar sovint els líders àrabs per la seva corrupció, opressió i hipocresia, sobretot en el seu poema Sultà:
| «                                     | Oh, sultà, el meu amo, si la meva roba està esquinçada i esquinçada és perquè els vostres gossos amb urpes tenen dret a esquinçar-me, oh, sultà!, perquè m'atreveixo a acostar-me a les teves parets sordes, perquè vaig intentar revelar la meva tristesa i tribulació, vaig ser colpejat. | » |
| — Nizar Qabbani (traduït de l'anglès) | |   |

A partir del 1967, any de la derrota àrab a la Guerra dels Sis Dies, Qabbani, poeta fins aleshores netament amorós, comença a escriure una literatura més política en què els temes de la dictadura i el conflicte araboisraelià dominen la seva obra. El seu poema més famós d'aquesta època és Marginal Notes on the Book of Defeat. Qabbani va ser un fervorós nacionalista àrab i va criticar durament les causes que van dur a la derrota àrab en aquesta guerra. Les seves crítiques van generar un gran moviment en contra seu en molts països àrabs, que va incloure manifestacions i articles en contra d'ell.

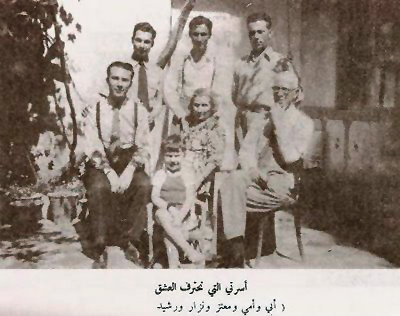
Qabbani amb la seva família, els seus pares i germans

## Obra

### Poesia
Qabbani va començar a escriure poesia quan tenia 16 anys. Va publicar, pel seu compte, el seu primer llibre de poemes, titulat La morena em va dir (قالت لي السمراء, Qālat lī as-samrāʾ), quan encara era estudiant de dret a la Universitat de Damasc, el 1944.
Al llarg de mig segle, Qabbani va escriure 34 llibres de poesia més:
- طفولة نهد, Ṭufūla nahd (1948), ‘La infància d'un pit’
- سامبا, Sāmbā (1949), ‘Samba’
- أنت لي, Inti lī(1950), ‘Ets meva’
- قصائد, Qaṣāʾid (1956) ‘Poemes’
- حبيبتي, Ḥabībatī (1961), ‘La meva estimada’
- الرسم بالكلمات, Ar-rasm bi-l-kalimāt (1966), ‘El dibuix amb paraules’
- يوميات امرأة لا مبالية, Yawmiyyāt imraʾa mubāliyya (1968), ‘Diari d'una dona indiferent’
- قصائد متوحشة, Qaṣāʾid mutawahhixa (1970), ‘Poemes salvatges’
- كتاب الحب, Kitāb al-ḥubb (1970), ‘Llibre de l'amor’
- مئة رسالة حب, Miʾat risālat ḥubb (1970), ‘Cent cartes d'amor’
- أشعار خارجة على القانون, Axʿār ẖārija ʿalà al-qānūn (1972), ‘Poemes contra la llei’
- أحبك أحبك و البقية تأتي, Uḥibbu-ki uḥibbu-ki al-baqiya taʾtī (1978), ‘T'estimo, t'estimo, i la resta ja vindrà’
- إلى بيروت الأنثى مع حبي, Ilà Bayrut al-Unṯà maʿa ḥubbī (1978), ‘A Beirut la Femenina, amb el meu amor’
- كل عام وأنت حبيبتي, Kull ʿām wa-anti ḥabībatī (1978), ‘Sigues la meva estimada un any més’
- أشهد أن لا امرأة إلا أنت, Axhadu an lā imraʾa illā anti (1979), ‘Testifico que no hi ha cap dona més que tu’
- اليوميات السرية لبهية المصرية, Al-yawmiyyāt as-sirriyya li Bahiyya al-Miṣriyya (1979), ‘Diaris secrets de Bahiyya l'Egípcia’
- هكذا أكتب تاريخ النساء, Hakaḏā aktubu tārīẖ an-nisāʾ (1981), ‘Així escric la història de les dones’
- قاموس العاشقين Qāmūs al-ʿãxiqayn (1981), ‘Diccionari dels amants’
- قصيدة بلقيس, Qaṣīdat Balqīs (1982), ‘Un poema per a Balqis’
- الحب لا يقف على الضوء الأحمر, Al-ḥubb la yaqfi ʿalà aḍ-ḍawʾ al-aḥmar (1985), ‘L'amor no s'atura als llums vermells’
- أشعار مجنونة, Axʿār majnūna (1985), ‘Poemes folls’
- قصائد مغضوب عليها, Qaṣāʾid maḡḍūb ʿalayhā (1986), ‘Poemes que provoquen indignació’
- سيبقى الحب سيدي, Sayabqà al-ḥubb sayyidī (1987), ‘Restarà l'amor, senyor meu’
- ثلاثية أطفال الحجارة, Ṯulāṯiyyat aṭfāl al-ḥijāra (1988), La trilogia dels fills de les pedres
- الأوراق السرية لعاشق قرمطي, Al-awrāq as-sirriyya li-ʿāxiq qarmaṭī (1988), ‘Papers secrets d'un amant càrmata’
- السيرة الذاتية لسياف عربي, As-sīra aḏ-ḏātiyya li-sayyāf ʿarabī (1988), ‘Biografia d'un botxí àrab’
- تزوجتك أيتها الحرية, Tazawwajtu-ki ayyatu-hā al-ḥurriyya (1988), ‘Em vaig casar amb tu, oh, llibertat!’
- الكبريت في يدي ودويلاتكم من ورق, Al-kibrīt fī yadayy wa-duwaylātu-kum min waraq (1989), ‘L'encenedor a la meva mà i els vostres petits estats de paper’
- لا غالب إلا الحب, La ḡālib illā al-ḥubb (1989), ‘No hi ha altra victòria que l'amor’
- هل تسمعين صهيل أحزاني ؟, Hal tasmaʿīna ṣahīl aḥzānī? (1991), ‘Sents el crit de la meva tristesa?’
- هوامش على دفتر النكسة, Hawāmix ʿalà daftar an-naksa (1991), ‘Notes marginals sobre el llibre de la derrota’
- أنا رجل واحد وأنت قبيلة من النساء, Anā rajul wāḥid wa-anti qabīla min an-nisāʾ (1992), ‘Jo soc un home sol i tu ets una tribu de dones’
- خمسون عاما في مديح النساء, Ḥamsūn ʿaman fī madīḥ an-nisāʾ (1994), ‘Cinquanta anys d'elogis a les dones’
- تنويعات نزارية على مقام العشق, Tanwīʿāt nizāriyya ʿalà maqām al-ʿixq (1995), ‘Variacions nizarines sobre el maqam d'amor’
- أبجدية الياسمين, Abjadiyyat al-yāsmīn (1998), ‘L'alfabet de gessamí’

### Assaig
Qabbani també va compondre moltes obres de prosa, com ara:
- قصتي مع الشعر, Qiṣṣatī maʿa ax-xiʿr, ‘La meva història amb la poesia’
- ما هو الشعر, Mā huwa ax-xiʿr, ‘Què és la poesia’
- الكلمات تعرف الغضب, Al-kalimāt taʿrifu al-ḡaḍab, ‘Les paraules saben d'ira’
- عن الشعر والجنس والثورة, ʿAn ax-xiʿr wa-l-jins wa-ṯ-ṯawra, ‘Sobre poesia, sexe i revolució’
- الشعر قنديل أخضر, Ax-xiʿr qandīl aẖḍar, ‘La poesia és una llanterna verda’
- العصافير لا تطلب تأشيرة دخول, Al-ʿaṣāfīr lā taṭlubu taʾxīirat duḥūl, ‘Els ocells no necessiten visat d'entrada’
- لعبت بإتقان وها هي مفاتيحي, Laʿabtu bi-itqān wa-hā jiya mafātīḥī, ‘He jugat amb destresa i heus ací les meves claus’
- المرأة في شعري وفي حياتي, Al-marʾa fī xiʿrī wa-fī ḥayātī, ‘La dona a la meva poesia i a la meva vida’
- جمهورية جنونستان لبنان سابقا, Jumhūriyyat Junūnistān Lubnān sābiqan, ‘República de la Bogeria, abans anomenada Líban’

### Cançons
Molts cèlebres cantants àrabs han cantat poesies seves, com ara:
- Abdel Halim Hafez: قارئة الفنجان, Qāriʾat al-finjān, ‘La lectora de tasses’; رسالة من تحت الماء, Risāla min taḥta al-māʾ, ‘Carta del fons de l'aigua’[14][15]
- Fairuz: أنت لي, Inti lī, ‘Ets meva’; لا تسألوني, Lā tasʾalū-nī, ‘No em pregunteu’…[14][15]
- Kadim Al Sahir: في مدرسة الحب, Fī madrasat al-ḥubb, ‘A l'escola de l'amor’; إلا أنتِ, Illā inti, ‘Excepte tu’; حبيبتي والمطر, Ḥabībatī wa-l-maṭar, ‘La meva estimada i la pluja’; أكرهها, Akrahu-hā, ‘L'odio’; الحب المستحيل, Al-ḥubb al-mustaḥīl, ‘L'amor impossible’; القدس, Al-Quds, ‘Jerusalem’; إلى تلميذة, Ilà tilmīḏa, ‘A una estudiant’; في المقهى, Fī l-maqhà, ‘Al cafè’…[14][15]
- Umm Kulthum: أصبح عندي الآن بندقية, Aṣbaḥa ʿandī al-ān bunduqiyya, ‘Ara tinc un rifle’; عندي خطاب عاجل إليك, ʿAndī ẖiṭāb ʿājil ilay-ki, ‘Tinc un missatge urgent per a tu’[14][15]
- Latifa: تلومني الدنيا, Talūmu-nī ad-dunyā, ‘L'univers em culpa’; الإنسان, Al-insãn, ‘L'ésser humà’; العاشقين, Al-ʿāxiqayn, ‘Els amants’; دمشق, Dimaxq, ‘Damasc’[14][15]
- Majida El Roumi: بيروت ست الدنيا, Bayrut sitt ad-dunyā, ‘Beirut, senyora del món’; كلمات, Kalimāt, ‘Paraules’; مع الجريدة, Maʿa al-jarīda, ‘Amb el diari’; أحبك جدًا, Uḥibbu-ki jiddan, ‘T'estimo molt’…[14][15]
- Asalah: اِغضب, Iḡḍab, ‘Enfada't’; القصيدة الدمشقية, Al-qaṣīda ad-dimaxqiyya, ‘El poema damascè’…[14][15]
- Najat Al Saghira: أيظن, A yaẓunnu, ‘Creus?’; ماذا أقول له؟, Māḏā aqūlu la-hu?, ‘Què li dic?’; إلى حبيبي, Ilà ḥabībī, ‘Al meu estimat’[14][15][16]
- Nancy Ajram: إلى بيروت الأنثى, Ilà Bayrūt al-unṯà: ‘Al Beirut femení’[17]

Fins i tot després de la seva mort els seus versos han seguit sent populars i cantats per estrelles de la música pop àrab com ara Kadim Al Sahir o Latifa. Cal dir, però, que algunes d'aquestes cançons han «suavitzat» els poemes originals.

### Traduccions
La poesia de Qabbani, tant llibres complets com en forma d'antologies, ha estat traduïda a moltes llengües, com ara l'anglès, el castellà, el francès, l'hindi, l'italià, el nepalès, el rus etc.

## Premis i homenatges
- 1992-1993: Premi Al Owais, per fites culturals i científiques.
- 2016, març 21: Google va celebrar el seu 93è aniversari amb un Google Doodle.[18]